# Rodolphia hombergi
Rodolphia hombergi är en fjärilsart som beskrevs av Le Cerf 1911. Rodolphia hombergi ingår i släktet Rodolphia och familjen glasvingar. Inga underarter finns listade i Catalogue of Life.